# Circle Jerks
Circle Jerks – amerykański zespół punkrockowy utworzony w 1979 roku w Hermosa Beach (Kalifornia) przez byłego wokalistę Black Flag Keitha Morrisa i gitarzystę Grega Hetsona. Skład dopełnili: basista Roger Rogerson i perkusista Lucky Lehrer.
Zadebiutowali albumem Group Sex w 1980 roku wydanym przez Frontier Records. Na płycie, która trwała nieco ponad piętnaście minut, zespół zaprezentował czternaście utworów. W tym samym roku zespół został uwieczniony w filmie dokumentalnym poświęconym kalifornijskiej scenie punkowej The Decline of Western Civilization (reż. Penelope Spheeris 1981). Wykonał tam pięć utworów na żywo, które później ukazały się na płycie ze ścieżką dźwiękową do filmu. W 1981 roku zespół podpisał kontrakt z Faulty Products, filią IRS Records, a następnie nagrał swój drugi album Wild in the Streets, który ukazał się na rynku rok później. W 1983 roku nawiązali współpracę z producentem Jerry, Goldsteinem i nagrali trzeci album Golden Shower of Hits. Płytę wydała firma Goldseina LAX Records. Piosenka Coup D'Etat, została użyta w ścieżce dźwiękowej filmu Aleksa Coksa Repo Man. W tym czasie zespół opuścili Rogerson i Lehrer. Na ich miejsce przyszli: Zander Schloss (który występował z jednej z ról w Repo Man) i Keith Clark. Zespół zmienił czwarty raz wytwórnię, wiążąc się tym razem z Combat Records. Z odnowionym składem nagrał płytę Wonderful, która ukazała się na rynku w 1985 roku. Rok później Circle Jerks nagrali jeszcze jeden album VI (wydany w 1987). Piosenka Love Kills, została użyta przez Aleksa Coksa w ścieżce dźwiękowej filmu Sid i Nancy. W 1989 roku Circle Jerks zawiesił działalność. Nagrania z ich ostatnich koncertów ukazały się na albumie Gig dopiero w 1992 roku. W czasie przerwy Hetson dołączył do Bad Religion, Schloss udzielał się w różnych projektach muzycznych, Clark nie zajmował się muzyką, a Morris walczył z nałogami (alkoholowymi i narkotykowym).
W 1994 Circle Jerks powrócili w składzie: Morris, Hetson, Schloss, Clark i podpisali kontrakt z dużą wytwórnią Mercury Records. Nakładem tej firmy rok później ukazała się płyta Oddities, Abnormalities and Curiosities. W piosence I Wanna Destroy You zaśpiewała gościnnie Deborah Gibson, która później niespodziewanie pojawiła się na scenie obok zespołu w klubie CBGB w Nowym Jorku. Niewiele później zespół ponownie zawiesił działalność. Clark na dobre przestał zajmować się muzyką.
W 2001 Morris, Hetson i Schloss oraz nowy perkusista Kevin Fitzgerald wznowili granie i występują do dziś. Hetson nadal jest pełnoetatowym członkiem Bad Religion, Schloss gra w reaktywowanym zespole The Weirdos, a Morris do niedawna pracował w V2 Records dopóki nie została ona zamknięta przez właścicieli w 2007.
Roger Rogerson zmarł w 1996 roku wskutek przedawkowania narkotyków, natomiast Lucky Lehrer jest prawnikiem i nadal mieszka w Kalifornii.
Piosenka Wild in the Streets została użyta w grze video Tony Hawk’s American Wasteland.

## Muzycy
- Keith Morris – wokal (1979–1989, 1994–1996, od 2001)
- Greg Hetson – gitara (1979–1989, 1994–1996, od 2001)
- Roger Rogerson – gitara basowa (1979–1983)
- Lucky Lehrer – perkusja (1979–1983)
- Zander Schloss – gitara basowa (1983–1989, 1994–1996, od 2001)
- Keith Clark – perkusja (1983–1989, 1994–1996)
- Kevin Fizgerald – perkusja (od 2001)

## Dyskografia
Albumy:
- Group Sex, (Frontier Records 1980)
- Wild in the Streets, (Frontier Records 1982)
- Golden Shower of Hits, (LAX Records 1983)
- Wonderful, (Combat Records 1985)
- VI, (Combat Records 1987)
- Gig, (Combat Records 1992)
- Oddities, Abnormalities and Curiosities, (Mercury Records 1995)

Składanki:
- The Decline of Western Civilization Soundtrack, (Slash Records 1981)